# Phaeostigma pilicollis
Phaeostigma pilicollis là một loài côn trùng trong họ Raphidiidae thuộc bộ Raphidioptera. Loài này được Stein miêu tả năm 1863.